# Linthal (Haut-Rhin)
Linthal ist eine französische Gemeinde mit 588 Einwohnern (Stand 1. Januar 2022) im Département Haut-Rhin in der Region Grand Est (bis 2015 Elsass). Sie ist Mitglied im Gemeindeverband Région de Guebwiller.

## Geographie
Die Gemeinde liegt in den südlichen Vogesen, in einem nördlichen Seitental des Lauchtals, im Regionalen Naturpark Ballons des Vosges. Die nächste Nachbargemeinde ist das südlich gelegene Lautenbachzell.

## Geschichte
Von 1871 bis zum Ende des Ersten Weltkrieges gehörte Linthal als Teil des Reichslandes Elsaß-Lothringen zum Deutschen Reich und war dem Kreis Gebweiler im Bezirk Oberelsaß zugeordnet.
| Jahr      | 1910 | 1962 | 1968 | 1975 | 1982 | 1990 | 1999 | 2006 | 2017 |
| --------- | ---- | ---- | ---- | ---- | ---- | ---- | ---- | ---- | ---- |
| Einwohner | 1003 | 613  | 640  | 548  | 523  | 512  | 575  | 607  | 599  |

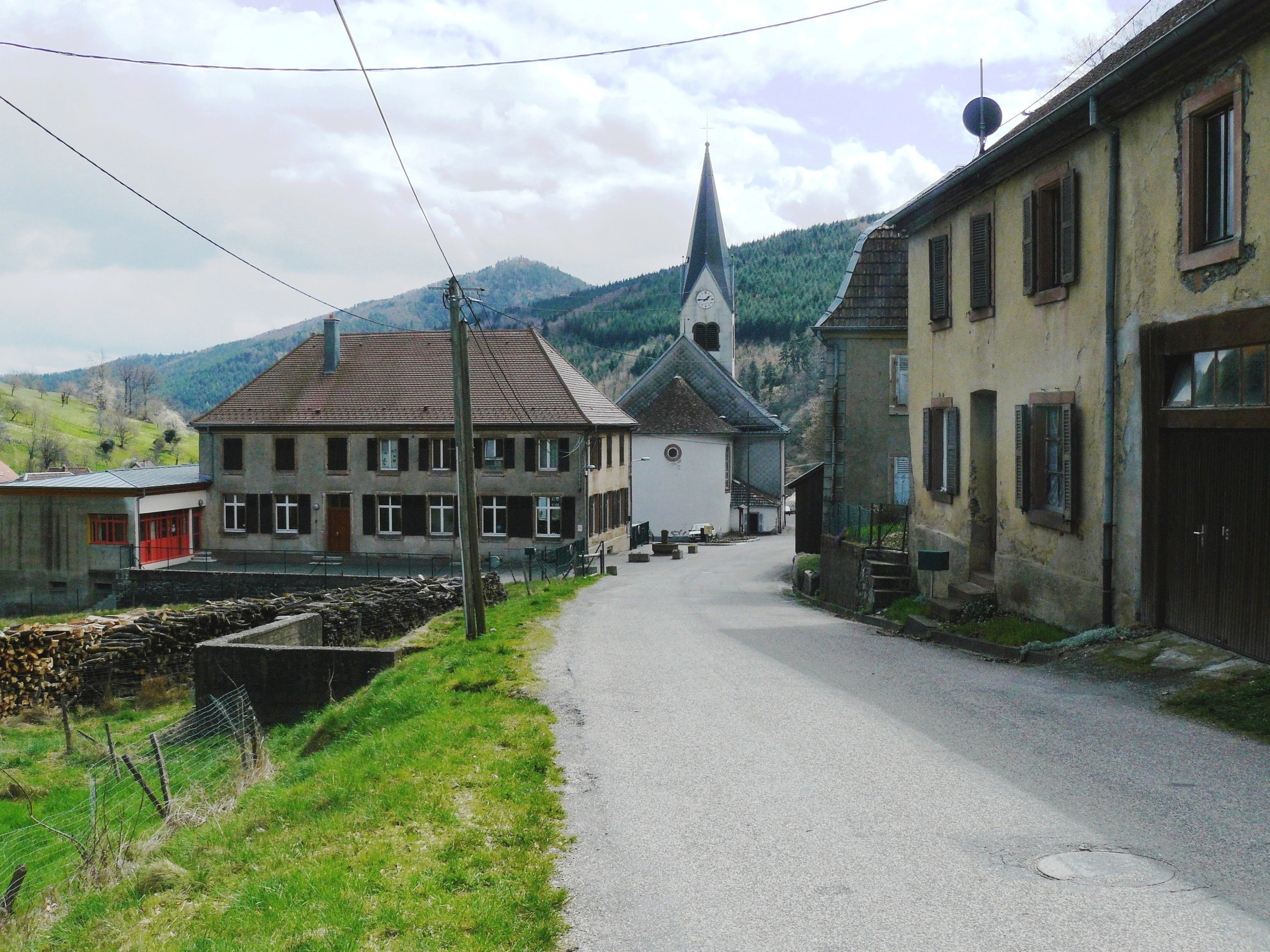
Linthal von Norden
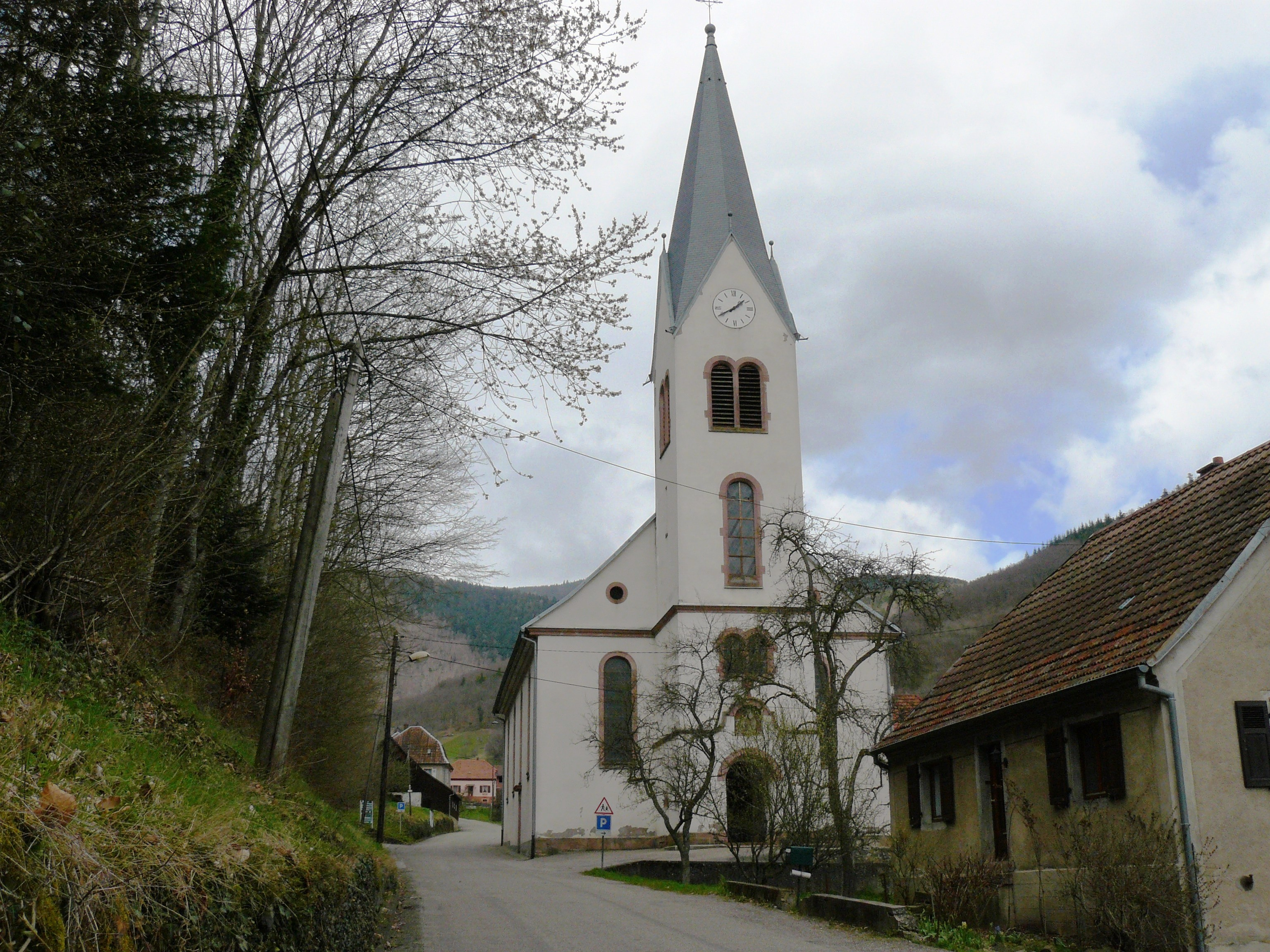
Kirche Sainte-Marie-Madeleine
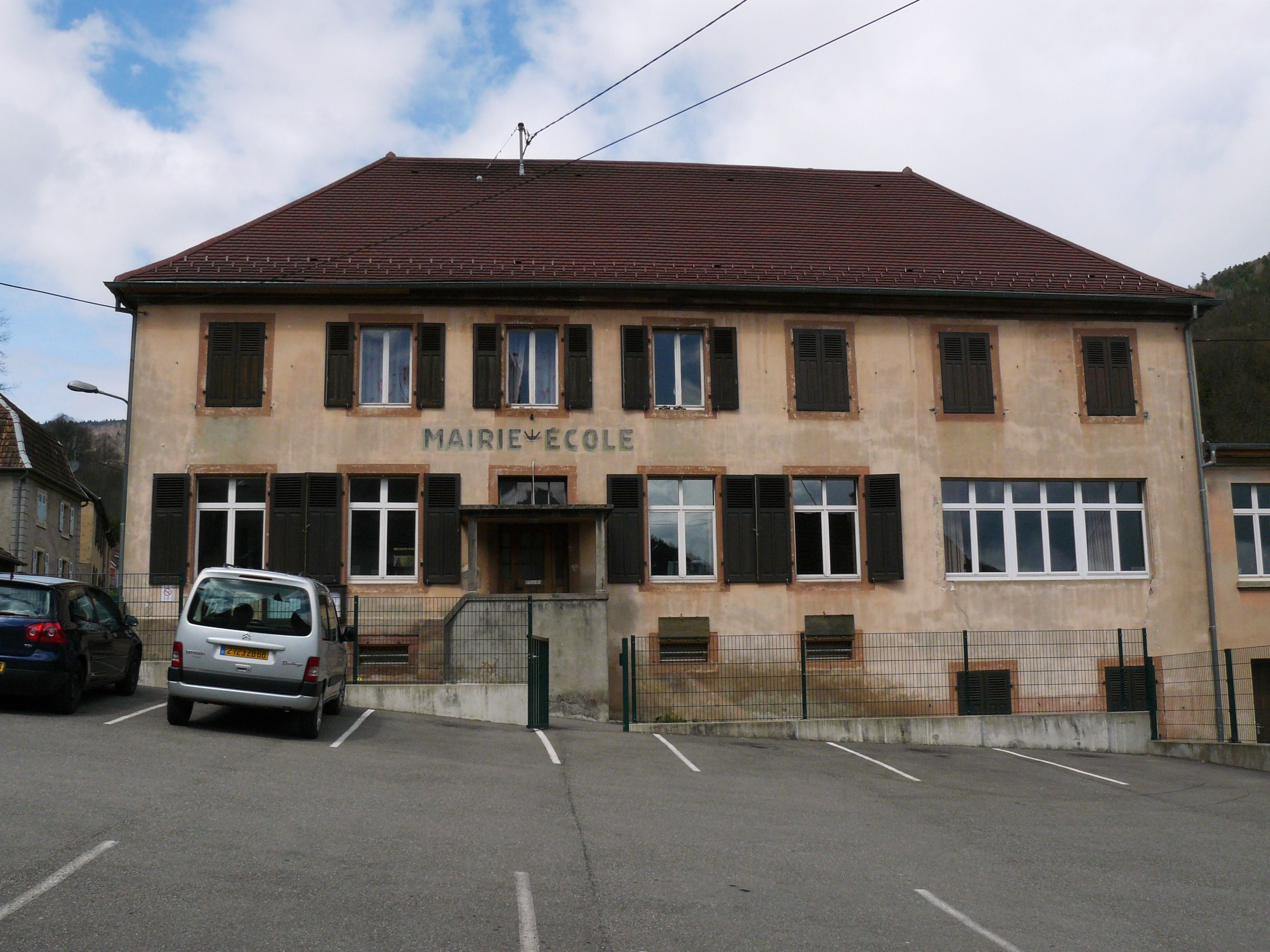
Rathaus- und Schulgebäude